# Tramea insularis
Tramea insularis ist eine Libellen-Art der Gattung Tramea aus der Unterfamilie Pantalinae. Verbreitet ist die Art hauptsächlich auf den Bahamas und den Großen Antillen, aber auch im Süden und Westen Texas sowie in Mexiko gilt sie als heimisch.

## Merkmale

### Bau der Imago
Die T. insularis erreicht eine Länge von 41 bis 48 Millimetern, wobei 26 bis 31 Millimeter davon auf das Abdomen entfallen.
Das Gesicht ist bei Jungtieren braun wird bei den Männchen aber mit dem Alter schwarz. Die Oberlippe ist bei beiden Geschlechtern schwarz. Die Kopfoberseite ist violett. Die Komplexaugen sind haselnussbraun. Der Thorax (Gliederfüßer) ist braun und trägt keine weiteren Muster. Die Hinterflügel erreichen eine Länge zwischen 36 und 40 Millimetern und weißen an der Basis ein braunes Band auf. Die Flügeladern sind vornehmlich rot. Die Beine sind bis auf stellen direkt am Ansatz schwarz. Das Abdomen ist bis auf an den Segmenten acht, neun und manchmal auch zehn rot. Die zwei bis drei nichtroten Segmente sind hingegen schwarz.